# Unyte
IBM Lotus Sametime Unyte — семейство сервисов веб-доставки, веб-конференций, связи и услуг онлайн-совместной работы, предоставляемых IBM. Удаленные сервисы включают в себя: Unyte Share, Unyte Meeting и Unyte Events. Полнофункциональное и разработанное для пользователей с любым уровнем подготовки программного обеспечение для проведения веб-конференций.
Lotus Sametime Unyte Meeting и Events также предлагаются как часть LotusLive.

## История
WebDialogs, Inc. была основана в 1998 году. В августе 2007 года он был приобретён отделением Lotus IBM Corporation, а линейка продукта была переименована в IBM Lotus Sametime Unyte.
По состоянию на ноябрь 2009 года сервис Lotus Sametime Unyte Share находится в процессе окончания работы в рамках решения IBM Business. Все услуги Lotus Sametime Unyte находятся в процессе ребрендинга под брендом IBM Lotus, который имеет название LotusLive. Текущие подписки на аккаунт Unyte Share будут выполняться до тех пор, пока не закончится срок их действия. Новые учётные записи или обновления не осуществляются.

## Особенности
- Презентация, приложения и общий доступ к рабочему столу
- SSL-шифрование
- Несколько докладчиков
- Опрос
- Чат, аннотация
- Запись и воспроизведение
- Аудиовещание
- Дистанционное управление
- Список элементов управления
- Модератор вопросов и ответов[1]

## Сервисы
- Lotus Sametime Unyte Meeting — сервис предоставляет комплексные услуги веб, аудио и видеоконференций для до 1000 участников.
- Lotus Sametime Unyte Events — сервис управления событиями со следующими возможностями: регистрация событий, продвижение, онлайн-совещание, последующее событие, отслеживание и анализ.
- Lotus Sametime Unyte Share — сервис совместного использования компьютеров.